# Ganisa nigromaculifera
Ganisa nigromaculifera är en fjärilsart som beskrevs av Embrik Strand 1924. Ganisa nigromaculifera ingår i släktet Ganisa och familjen Eupterotidae. Inga underarter finns listade i Catalogue of Life.